# Сала Маркя
Сала Маркя (на албански: Salë Markja или Sala Markja) е албански революционер, водеща фигура на антиосманската съпротива от първата половина на XIX век.

## Биография
Роден е в село Зогяй, Грика Вогъл в 1789 година. Забогатява и става едър земевладелец с имоти в Бомово, Спас, Решани, Долно Блато, Горица, Зогяй, Вичища, Окшатина. В периода от 1839 до 1869 година Сала Маркя става централна фигура на албанското национално движение срещу османската власт в Дебър. Участва в Албанското въстание (1843 – 1844) и в сраженията в пролома на Радика и в битката при Горица, която продължава пет дни.
Умира в 1869 година в Бомово, където е западен гробът му.